# Ірано-туркменські відносини

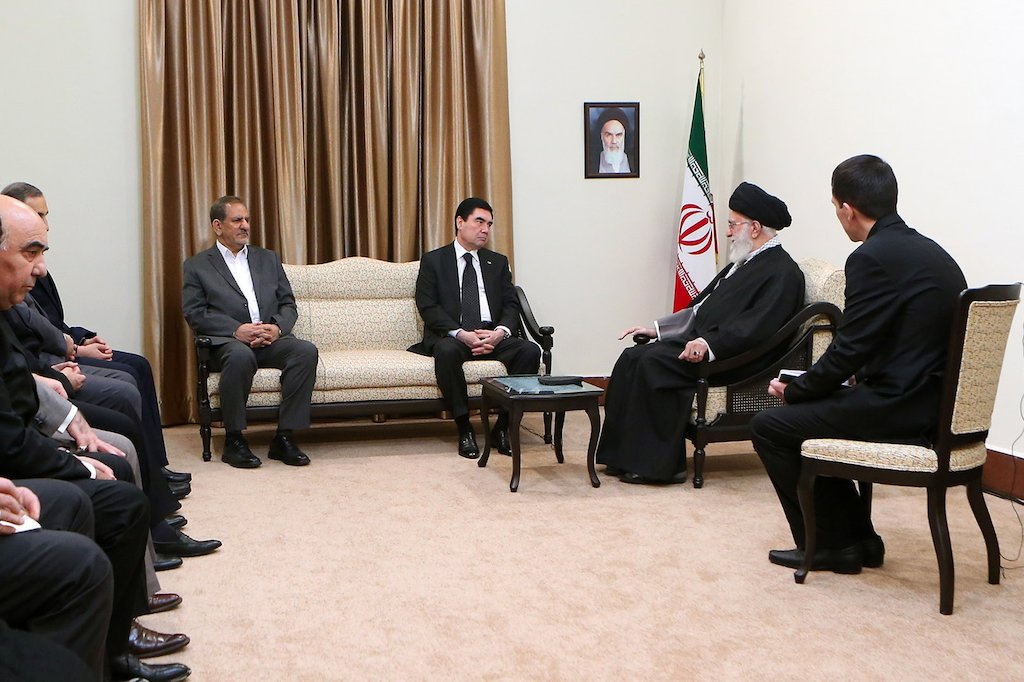

Ірано-туркменські відносини — відносини між Іраном і Туркменістаном. Ці держави мають загальний державний кордон протяжністю 1148 км. Дипломатичні відносини встановлені у 1992, відтоді між двома країнами добрі відносини, розвивається співробітництво в економічній, транспортній та енергетичній сфері.

## Контекст
Будучи народами, що близько живуть, туркмени та іранці мають тривалу історію відносин.
Після здобуття Туркменістаном незалежності у 1991 встановлено дипломатичні відносини між двома державами.

## Історія
18 лютого 1992 Іран визнав незалежність Туркменістану та встановив дипломатичні відносини.
В Ашхабаді діє посольство Ісламської Республіки Іран, надзвичайний та повноважний посол - Сейєд Мохаммад Муса Хашемі Голпаегані, а також генеральне консульство ІРІ у місті Мари, генеральний консул - Хассан Хосейні Магадам Акбар.
У Тегерані діє посольство Туркменістану в Ісламській Республіці Іран, надзвичайний та повноважний посол - Гурбанов Ахмет Какабаєвич, а також генеральне консульство Туркменістану в місті Мешхед, генеральний консул - Гараджаєв Сердармаммет Сапармаммедович.
У червні 2007 відбувся перший офіційний візит Гурбангули Бердимухаммедова до Ірану.

## Торгівля

Іран - найбільший торговий партнер Туркменістану після Росії. Залізниця Теджен-Серахс-Мешхед, в 1995 введений в дію газопровід вартістю 139 $ млн. «Корпедже-Гуртгуйи»  західній частині Туркменістану і Гребля Ірано-Туркменської Дружби вартістю 167 $ млн. на півдні країни були побудовані через спільне підприємство. Лінія електропередач Балканабад-Аліабад, розвиток оптико-волоконних комунікацій, будівництво бункерів та інших об'єктів у Марі, нафтопереробного заводу в місті Туркменбаші, будівництво зріджених газових терміналів, автомобільних доріг є символом зростання двосторонніх торговельних відносин.
У 2009 близько 100 промислових об'єктів збудовані або будуються в Туркменістані за допомогою Ірану.
У 2014 відбулося відкриття залізниці Казахстан-Туркменістан-Іран, яка дозволяє збільшити транзитний вантажний та пасажиропотік, зменшити витрати на перевезення, економити час подорожі та викликати економічне зростання в регіонах, якими проходить дорога, через збільшений транспортний рух та забезпечення доступності сільських районів.
Річний товарообіг знизився до 1,2 $ млрд. у 2009, порівняно з 3,2 $ млрд. у 2008, в основному через зниження цін на нафту та газ.
Експорт Туркменістану до Ірану збільшився на 42 % у січні-вересні 2007. Основою експорту Туркменістану до Ірану був природний газ, нафта і продукти нафтохімії, а також текстиль. Туркменістан продав 8 мільярдів кубічних метрів газу Ірану у 2010 порівняно з 5,8 млрд кубометрів у 2005. Туркменістан покриває 5% попиту Ірану на газ. Обидві країни відкрили трубопровід Довлетабад-Серахс-Хангеран у 2010, щоб збільшити постачання природного газу до Ірану до 20 мільярдів кубометрів на рік.
У Туркменістан поставляється іранська автомобільна техніка.

## Посольство Туркменістану в Ірані
Посольство Туркменії в Ірані відкрилося в 1992. Розташоване за адресою: м. Тегеран, вул. Ватанпур Бараті, 34.
З серпня 2008 Посольство очолює Надзвичайний та Повноважний Туркменістану в Ісламській Республіці Іран Ахмед Курбанов.

### Посли
1. Чаріїв Ата (1992-1993)
2. Байрамов Амангельди Овезович (1993-1999)
3. Назаров Мурад (1999-2007)
4. Курбанов Ахмед (2008-)

## Посольство Ірану в Туркменістані
Посольство Ірану в Туркменістані (Ашгабад) відкрилося у лютому 1992. Розташоване за адресою: м. Ашгабад, вул. Тегеранська, буд. 3.
З січня 2016 Посольство очолює Надзвичайний та Повноважний Посол Ісламської Республіки Іран у Туркменістані Сейїд Мохаммад Ахмаді.

### Посли
1. Голамріза Багері Могаддам 1995
2. Сеїд Ебрахім Деразгісу (2001-2004)
3. Голамріза Ансарі (2004-2007)
4. Мохаммадреза Фергані (2007-2010)
5. Сеїд Мохаммад Муса Хашемі Голпаєгамі (2010—2016)
6. Сейїд Мохаммад Ахмаді (2016- )

## Культурно-гуманітарна співпраця
У вишах Ірану проходять навчання студенти з Туркменістану. Проходять виставки, гастролі музичних колективів та артистів, міжнародні конференції за участю туркменських та іранських науковців. У 2014 в Туркменістані відбулися Дні культури Ірану.